# 미림팀
미림팀(美林-)은 1991년 9월부터 1998년 11월까지 제6공화국과 문민정부 시절의 국가안전기획부가 운영하던 비밀 도청팀이었다. 미림팀은 안기부 차원의 정보수집 과학화 방침에 따라 1991년 9월부터 운영되기 시작했다. 1993년 2월 문민정부 출범 이후에도 계속 운영되었다. 미림팀은 그러나 김영삼 정부가 들어서면서 1993년 7월 조직개편과 함께 해체됐다. 그러나 1994년 6월 재조직되었다.
미림팀은 안기부에 의해 야당 인사 외에 정부 고위직 인사, 여당인 민주자유당 내의 반김영삼 세력, 재벌을 비롯한 각종 기업인 등 다양한 인사들에 대해 광범위하게 이루어졌다. 미림팀의 도청정보 일부는 김영삼 대통령에게까지 보고되었다. 뿐만 아니라 이 정보는 대통령의 차남 김현철 씨와 이원종 당시 청와대 정무수석 등의 실세에 보고돼 정치에 활용되었다. 미림팀을 운영한 안기부 직원 공운영 등은 정보를 오정소 당시 2국장 또는 김덕 안기부장 등에게 직접 보고하거나 이원종 정무수석, 김현철 등에게 보고했다 한다. 일부는 대통령 김영삼에게도 보고되었다.
미림팀의 광범위한 도청이 가능했던 것은 한정식집이나 호텔 음식점 등 주요인사들이 자주 찾는 업소의 지배인·종업원을 망원으로 포섭,활용했기 때문이었다. 이들 식당, 호텔, 골프장, 룸살롱 등의 종업원들에게 안기부 직원들이 접근, 포섭하여 신뢰감이 쌓이면 도청, 녹음, 감청하는 방법을 직접 가르치거나 특수 요원을 파견하여 가르쳤다. 미림팀은 그 대가로 망원의 민형사상 문제,취직 문제 등을 해결해 주고 경제적 지원을 약속했다. 미림팀은 이들에게 도청실적에 따라 매달 20만∼70만원 정도를 지급했다. 미림팀이 각지에 심어놓은 정보망을 통해 여야 인사, 재벌, 반대 세력, 언론인 등 다양한 계층의 일거수 일투족이 청와대와 문민정부 실세에게 수시로 보고되었다. 이때의 일부 보고는 2005년 7월 언론에도 공개되어 삼성 X파일 사건으로 발전하였다.
김영삼 정부 시절 미림팀이 만들어낸 각종 도청정보는 '문민정부 황태자'로 불렸던 김현철과 이원종 당시 청와대 정무수석 등에게 수시로 보고돼 정권 핵심실세들이 정치권을 통제하는 수단으로 악용됐다. 미림팀의 사찰대상은 연인원이 5000명을 넘었고,정치권·언론·검찰·법원 등 거의 모든 유력인사들이 미림팀의 도청망에 걸려들었다.

## 개요
미림팀은 안기부 차원의 정보수집 과학화 방침에 따라 1991년 9월부터 운영되었다. 공운영 등을 중심으로 5명의 인원으로 구성됐고 접객업소 근무자의 협조를 받아 주로 정치인과 측근들을 상대로 도,감청 작업을 벌였다. 미림팀의 보고라인과 관련해 공씨가 국장이나 차장에게 직보하는 체제였다. 그뒤 1993년 2월 문민정부 출범 이후에도 계속 운영되었다. 미림팀은 그러나 김영삼 정부가 들어서면서 1993년 7월 조직개편과 함께 해체됐다. 당시 미림팀이 보관 중이던 40-50개의 불법 테이프도 소각 처리됐다.
미림팀은 1994년 2월 오정소 국내정보 수집 담당국장의 지시에 의해 1994년 6월 재구성됐다. 이 때부터 미림팀은 정,관,재계 인사들에 대해 불법도청을 전개했던 것으로 밝혀졌다. 미림팀의 팀원들은 각지의 호텔, 한정식, 룸살롱, 중국집, 일식집 등 다양한 곳의 직원들을 매수 또는 포섭하여 공작원으로 활용하였다. 이들은 안기부의 직원이 아니었지만 안기부 직원들의 접근과 지시에 의해 움직였다. 그리고 안기부 직원들은 각지의 호텔, 한정식, 룸살롱, 중국집, 일식집 직원들을 시켜서 도감청하였다. 이들은 하루 1,2개 분량의 테이프를 생산했고 중요 테이프는 일시, 장소, 대화자 이름이 명기된 라벨을 붙여 사무실 캐비넷에 보관해 왔다.
1999년 11월 당시 국정원 천용택 원장은 감찰실장에게 불법도청 테이프 등을 회수하도록 지시했고 임동원 원장이 취임한 같은해 12월 전량 소각됐다. 1999년 12월 공식 폐지되었지만 미림팀에서 불법으로 도감청한 테이프들의 일부는 외부로 유출되어 논란거리를 야기하였다.
미림 팀이 1960년대 중반 중앙정보부에 있던 수사팀에서 유래했다는 설도 있다. 그에 의하면 '미림(美林) 특별 수사팀'은 1960년대 중반 중앙정보부가 주요 인사들의 동향 파악을 위해 운영하던 정보 수집팀의 별칭으로, 미림이란 팀명은 고급 술집의 마담 등을 정보원으로 활용한 데에서 비롯됐다고 한다.

### 재조직 배경
선린상고를 졸업하고 1967년 중앙정보부 9급 공채를 통해 중앙정보부 요원이 된 공운영은 1992년, 안기부 대공정책실 정보관에서 비밀도청을 전담하는 미림팀장에 발탁된다. 1992년 대선에서 승리한 김영삼 대통령은 김덕을 국가안전기획부장으로 임명하며, 김덕은 취임 직후 불법도청팀 미림팀을 해체한다. 그러나 1994년 2월, 오정소가 대공정책실장에 부임하며 미림팀은 다시금 부활하게 된다. 대한민국 내외 주요인물에 대한 도청을 전담했던 미림팀은 서기관 1명, 사무관 1명, 주사 2명으로 구성되었으며, 이 조직은 김대중 정권이 들어서기 이전인 1998년 2월까지 운영되었다. 이미 한번 팀의 해체를 경험한 공운영은 미림팀장으로 재직 중 퇴직 후를 대비하여 불법도청으로 취득한 도청 테이프를 밀반출 보관하였으며, 이 도청테이프의 숫자는 퇴직 직후 200여개 이상으로 늘어났다. 이후 1995년 3월, 미림팀을 부활시킨 주역이며 안기부 대공정책실장이었던 오정소는 정형근의 뒤를 이어 안기부 제1차장으로 승진한다.
2005년 12월 14일 서울중앙지검의 보고에 의하면 “문민정부 때인 1994년 6월 국내정보 수집 담당인 오정소(61) 4국장이 미림팀 재건을 주도했다”며 “당시 김덕 안기부장과 황창평 차장이 미림팀 재구성에 관여하거나 최소한 재건 사실을 인식하고 있었다”고 밝혔다. 오씨는 1차 미림팀장이던 공운영(58)씨에게 “서기관으로 승진을 시켜줄 테니 과거 활동 경험을 살려 미림팀을 재구성해 획기적으로 활동하라”고 지시했다고 한다.
1997년 안기부 미림팀은 대선자금과 관련한 홍석현 당시 중앙일보 사장과 이학수 당시 삼성그룹 비서실장과의 대화내용을 3차례에 걸쳐 도청하게 된다. 서울 S호텔에서 이루어진 미팅의 일자와 대화내용은 1997년 4월 7일, 신한국당 대선후보 경선 주자들에 관한 지원방안에 관한 대화이며, 같은 해 9월 9일과 10월 17일에는 여야 대선후보들에 대한 자금지원방안이었다.
미림팀의 존재가 일반에 존재가 드러난 것은 2005년 안기부 X파일 사건 때문이었다. 1994년 2차 미림팀이 재건된 이후 유력 인사들을 상대로 불법 도청을 시도한 내용이 만천하에 드러나 세상을 떠들썩하게 했던 것이다.

## 조직

### 조직과 운영
미림(美林)팀은 1960년대 중반 중앙정보부가 정치인 등 주요 인사들의 동향 파악을 위해 운영하던 정보 수집팀의 별칭으로 미림이라는 팀명은 고급 술집의 마담 등을 협조자(속칭 '망원')로 활용한 데서 비롯됐다. 내부적으로는 '여론조사팀'이 공식 명칭이었다. 그러나 안기부내의 직원들 중에도 '여론조사팀'의 존재 여부를 모르는 직원들도 존재하였다.
안기부는 노태우 정부 말인 1991년 9월 공운영을 팀장으로 조직을 정비하면서 도청장비를 이용한 첩보수집에 들어갔으나 대통령 선거 직전인 1992년 12월 보안 문제 등 때문에 활동이 중단되었다가 이어 문민정부 출범 이후인 1994년 6월 2차 미림팀으로 재건돼 1997년 11월까지 활동했다. 검찰은 2차 미림팀이 활동한 3년 5개월 동안 하루 1개, 일주일에 5개씩 모두 1000여 개의 불법 도청 테이프가 생산된 것으로 추산했다. 미림팀의 도청 대상은 여야 최고위 정치인, 언론사주, 청와대 수석, 국무총리, 보안사령관, 참모총장 등이 망라되었다.

### 운영
미림팀은 안기부내에서도 극소수의 인물만 알고 있었던 비밀조직망. 김영삼 정부시절에 활동을 해왔으며 97년 대통령 선거전이 치열할 때 가장 활발하게 운영된 것으로 알려졌다. 안기부 내부의 업무는 부서끼리 서로 교류하고 인사 발령 등을 통해서 정보를 공유하고 있었다. 그러나 미림팀의 존재와 활동은 안기부 내에서도 일부만이 알고 있었고, 안기부의 직원들 조차도 미림팀의 존재를 언론 발표 이전까지 파악하지 못하고 있었다.
극비조직인만큼 팀장을 4급 서기관으로 해서 2~3명 등 소수로 운영됐으며 이른바 '망원'(일반인 정보협조자)을 활용해 도청해 온 것으로 전해졌다. 이들은 주로 도청이 필요하다고 판단된 유력인사들의 단골 술집과 밥집을 미리 파악한 뒤 도청기를 설치해 바로 옆방이나 건물주변에서 도청을 해왔다.

## 도감청 활동
전 안기부 직원들은 오정소, 공운영 등의 지시로 1994년 6월 재구성 정,관,재계 인사들 불법도청했다 한다. 그러나 도청내용이 이원종-김현철 라인으로 전달됐다는 의혹에 대해서는 전,현직 직원 10여명에 대한 조사 결과 확인되지 않았다고 말했다. 국정원은 이와 함께 미림팀을 다시 조직한 것은 오정소 당시 실장의 지시에 의한 것으로 드러났다고만 밝혔다. 이들은 하루 1,2개 분량의 테이프를 생산했고 중요 테이프는 일시, 장소, 대화자 이름이 명기된 라벨을 붙여 사무실 캐비넷에 보관해 왔다. 한편 미림팀과 함께 도청작업을 수행한 전직 한정식집 지배인은 직접 이곳을 방문해 보관하고 있던 도청기를 전달하고 지시를 받았다고 한다.
미림팀의 분소들은 각지의 식당, 룸살롱 등 다양한 곳에 설치되었다. 한 호텔의 객실에는 공운영 외에 전무라고 불리는 2명의 미림팀원들이 있었고 침대 대신 책상 등 사무집기가 있었다. 미림팀은 도청을 위해 고급 한정식집 지배인이나 종업원들에게 아낌 없이 돈을 쓰며 관리하였다. 협조한 업소에 대해서는 세금까지 깎아줬다는 의혹도 제기되어왔다. 미림팀의 운영은 김현철, 이원종 등에게 사적 정보가 제기된다는 의혹이 제기되면서 1996년 안기부 운영차장 김기섭이 면직될 때 나타나기 시작하였다. 그뒤 2005년 미림팀의 도청 테이프, 비디오 등이 언론에 유출되었는데 이때 비로소 미림팀의 운영이 사실로 드러났다.
그러나 김현철 자신도 미림팀의 도청대상에서 예외는 아니었다. 미림팀의 사찰대상은 연인원이 5000명을 넘었고,정치권·언론·검찰·법원 등 거의 모든 유력인사들이 미림팀의 도청망에 걸려들었다.
1997년 11월까지 활동한 2차 미림팀은 3년5개월여간 일주일에 5개씩 모두 1000여개의 불법 도청 테이프를 생산한 것으로 추산돼 놀라움을 줬고, 일부 관련자는 퇴직 후를 대비해 불법 도청으로 취득한 테이프를 밀반출해 보관한 것으로 드러났다.

## 인력

### 도감청 인력
도청장비 설치가 필수적이었던 미림식 도청을 위해 안기부는 ‘망원’ 관리에 적잖은 공을 들였다. 망원용 ‘특수망비’가 따로 편성됐고 망원에게 보안각서까지 쓰게 했다. 주로 고급 술집 여주인(마담)을 망원으로 삼아 그들의 민·형사상 어려운 문제도 직접 해결해 줬다. 미림팀은 술집과 룸살롱, 호텔 객실, 한식집과 양식집, 일식집, 중국집 등 다양한 요식업소의 간부와 임원, 직원 등을 포섭하였다. 안기부 직원들은 이들 포섭된 대상을 가리켜 일명 '망원'이라 불렀다.
안기부의 미림팀장 공운영을 도와 실제로 도청작업을 수행했던 이들은 서울시내와 유력 대도시의 유명 한정식집의 지배인들, 호텔 지배인과 부지배인 등이었다. 이들은 2005년 미림팀 관련 내용이 언론에 공개되면서 전격 구속되었다. 이들은 안기부의 직원은 아니었으나 사실상 안기부 도청팀의 팀원으로 활동해 왔다. 처음에 안기부 직원들은‘망원’에게 일반 녹음기를 숨겨 녹음하도록 훈련한 뒤 신뢰가 쌓이면 도청 송신기 설치 방법을 가르치기도 했다. 이들 망원들은 민간인의 신분으로 도청, 녹음, 감청 등에 대한 특별 훈련을 안기부 직원 또는 안기부에서 섭외한 군인, 경찰들로부터 훈련 받았다.
이들에게는 도청 실적에 따라 1인당 20만∼70만원의 활동비가 건네졌다. 안기부의 도청 장소에는 한식당이나 호텔 외에도 서울 근교 골프장도 있었는데, 골프장에서는 골프장 가방 안에 송신기를 넣어 도청했다. 골프채에는 간편한 볼펜형태의 녹음기가 설치되었고, 각처에 카메라 등이 설치되어 있었다. 직원, 지배인들 외에도 그밖에 다른 식당 손님, 호텔 손님, 골프객으로 위장하여 주머니에 녹음기와 녹화장치 등을 주머니에 숨겨서 반입하기도 했다.

### 도감청 대상
안기부의 미림팀이나 국정원이 불법감청 주요 타깃으로 삼은 대상은 정치인과 언론인 등 주요 인사가 망라돼 있다. 미림팀의 경우 여야 정치인, 언론사 사주 등 언론인, 청와대 수석과 국무총리, 보안사령관과 참모총장, 심지어 대통령 아들까지 도청대상이 됐다. 정치인이 283명으로 가장 많았고 공무원, 언론계, 재계, 법조계, 학계 순이었다. 야당 인사 외에 정부 고위직 인사, 여당인 민주자유당 내의 반김영삼 세력, 재벌을 비롯한 각종 기업인 등 다양한 인사들이 그 대상이었다.
도청 테이프 274개에 들어 있는 최고위층 인사 가운데는 유력 정치인들이 가장 많이 포함됐다. 야당에서는 김대중(金大中) 국민회의 총재와 김종필(金鍾泌) 자민련 총재가 집중 감시 대상이었다. 미림팀은 1997년 9월, 10월 김대중 김종필 전 총재가 ‘DJP 연합’을 하기 위해 회동한 장소에서 주로 도청을 했다. 당시 여당인 신한국당에서는 이회창(李會昌) 후보, 이 총재와 대선 전 연합한 조순(趙淳) 전 민주당 총재, 신한국당을 탈당해 무소속으로 대선에 출마한 이인제(李仁濟) 후보, 신한국당 대선 후보 경선에 나선 중진 의원 등이 도청 대상이었다. 김영삼 대통령의 차남 김현철의 국정 농단을 비판한 여당 중진 의원 상당수도 도청됐다.
언론계의 고위 인사들도 포함됐다. 국내 중앙일간지 사주 4, 5명과 방송사 사장 등 10여 명이 주된 도청 대상이었다. 재계 인사로는 삼성, 현대, LG, 대우, 등 주요 재벌 총수들이 도청당한 것으로 알려졌으며 특히 정권과 국가 정책에 영향을 줄 수 있는 상위 4, 5개 재벌 총수가 집중 도청당한 것으로 알려졌다. 2005년 7월 무렵 검찰 당국의 한 관계자는 동아일보와의 인터뷰에서 “도청 테이프 274개에 들어 있는 인사는 ‘고위층 중의 고위층’으로 한정돼 있다”며 “정부 부처 장관은 명함을 내밀기도 어려울 정도”라고 말했다. 공운영은 2005년 7월 “(김영삼) 대통령을 제외한 최고위층 인사를 모두 도청했으며 동아 조선일보 등 신문사 사주도 자유롭지 못하다”고 밝혔다.
한편 김현철 자신도 미림팀의 도청대상이 되었다. 미림팀의 사찰대상은 연인원이 5000명을 넘었고,정치권·언론·검찰·법원 등 거의 모든 유력인사들이 미림팀의 도청망에 걸려들었다. 도청 대상은 여당과 정부 인사, 당시 총리, 여당 후보자, 군사정권 출신 인사들과 당시 군출신 인사들의 재판을 담당하는 판사, 검사, 변호사들에게도 적용되었다.
미림팀은 3년간 천백70회에 걸쳐 5천4백명을 도청해 온 것으로 밝혀졌다. 2005년 11월 22일 열린우리당 최재천에 의하면 “550여회 출장 갔다면 테이프가 몇개나 되겠느냐.”면서 “테이프가 274개가 전부인 것으로 알고 있지만 더 많을 가능성이 있다.”는 의혹이 제기되기도 했다. 당시 서울지방검찰청에서 압수한 274개의 테이프와 녹취보고서철 13권의 내용은 공개되지 않았지만, 공운영 전 미림팀장의 진술과 테이프 겉면에 붙인 스티커,녹취보고서,공씨가 작성한 도청자료 목록을 통해 드러난 도청의 윤곽은 광범위했다.

## 도감청 활동
재건된 '2차 미림팀(94년 6월∼97년 11월)'은 3년5개월 동안 매일 1건 꼴로 모두 1000여개의 도청 테이프를 만들었다. 또 당시 미림팀 보고를 받아보던 김현철씨와 12·12와 5·18 사건 수사 및 공판 과정 등과 관련해 검찰과 법원도 도청대상에 포함됐다. 이 과정에서 일부 정치인, 재벌, 사회지도층의 부패와 뇌물 수수 행위, 타락한 행각 등이 파악되고 이것이 일부 안기부, 국정원 직원들을 통해 외부로 유출되어 사회지도층의 부패 현상이 외부에 알려지는 계기가 되었다.
도청 장소에 참석한 인사 중 인적사항 파악된 자들을 직업군별로 분류하면, 정치인 273명, 고위 공무원 84명, 언론계 75명, 재계57명, 법조계 27명, 학계 26명, 기타 104명 등 총 646명에 이르렀다. 검찰의 압수수색 끝에 담당자 공운영의 집에서 압수된 '주요인물 접촉동향' 보고서는 연인원 5400여명의 회합내용이 적혀있기도 했다. ‘M보고’ 밀봉해 국장이 윗선 절달…41개월간 테이프 1천여개였다.
식당, 호텔, 골프장 등에 녹음기, 감시카메라 등이 설치·작동되었고 해당 업체 내에는 안기부에서 포섭된 직원들에 의해 비밀 도감청실이 구성되고 수시로 녹음되었다. 그밖에 종업원 외에 손님으로 가장한 정보원들이 상시로 배치되어 있어 이들의 일거수일투족과 이들의 대화 내용을 그대로 녹음하였다.

## 도감청 내용
2005년 12월 14일 검찰이 대략적으로 밝힌 미림팀의 도청 내용 가운데 가장 높은 비중을 차지한 것은 1997년 15대 대통령 선거와 관련된 여야 대통령 후보군과 후보 진영 주요 인사들의 동향이었다. 건수만 해도 554건 가운데 106건이다. 당시 여당인 신한국당 후보로 나선 경선주자는 이회창, 이인제, 이한동, 최병렬, 김덕룡, 박찬종, 이수성 등 이른바 ‘7룡’이었다. 당시 야당인 국민회의의 경선 후보는 김대중, 정대철 등이었다. 도청 내용 중에는 당시 여당인 신한국당의 경선주자들도 있었다. 대통령 선거나 정계개편 등 정국의 중요 고비 때마다 관련자들의 일거수일투족이 미림팀의 도청을 통해 그대로 정권 핵심에 전달된 셈이다.
당시 대한민국 검찰은 검찰 고위 인사들의 비위행위에 대한 내용들도 담겨 있어서 대부분의 내용들은 삭제하고 편집했다. 2005년 11월 당시 언론에 공개된 안기부 미림팀의 도청 내용은 '1995년 김영삼 대통령이 추진한 역사 바로 세우기 과정에서 빚어진 전두환(全斗煥) 노태우(盧泰愚) 전 대통령의 구속, 1994년 삼성그룹의 자동차산업 진출과 북한 핵위기, 1997년 외환위기 당시 정부의 국제통화기금(IMF)과의 자금지원 협상' 등이었다.
2005년 검찰이 압수한 274개 테이프에는 이 밖에도 인사·민원 청탁 45건, 개인 사생활 관련 내용 41건, 정부정책 현안과 관련된 것 16건 등이 포함돼 있다. 도청 테이프에 등장하는 인물 가운데 인적사항 파악이 가능한 사람은 646명이었으며, 이들을 직업별로 분류한 결과 정치인이 273명으로 가장 많았다. 이어 △고위 공무원 84명 △언론인 75명 △경제인 57명 △법조계 27명 △학계 26명 순이었다.

### 군사 정권 인사 감시
전두환 노태우 당시 두 전직 대통령의 구속 문제도 도감청의 대상이었다. 94년 이기택 총재의 민주당 등 야당 외에도 김동길 대표의 신민당, 이종찬 대표의 새한국당의 야권통합 움직임도 22건을 차지했다. 95년의 첫 지방자치단체 선거와 관련해 각 당의 자치단체장 후보들의 동향은 19건, 95년 한 정당 대표(김종필 전 자민련 총재로 추정)의 민자당 탈당 동향이 13건, 95년 국민회의 창당 관련 움직임이 8건이었다.
김영삼 문민정부의 ‘역사 바로세우기’로 시작된 12·12 사태, 5·18 사건 수사·공판 과정 및 전두환, 노태우 전직 대통령 비자금 사건과 관련한 동향도 열몇 건씩 수집된 것으로 밝혀졌다. 수사에 참여한 검사나 재판을 주재한 판사도 도청됐을 가능성 도 존재하고 있다. 도청은 여당 인사, 야당 인사 외에 군사정권 출신 인사들 및 당시 재판중이던 신군부 사건 관련자와 사건 관련 판, 검사들의 일거수일투족까지 담겨 있었다.

## 정보 활용
YS정부 시절 실세들은 경쟁적으로 도청정보를 보고받았고, 이를 자신의 세과시용으로 적극 활용한 것으로 드러났다. 현철씨와 이 전 수석은 '미림팀 도청보고서'를 정치권에 영향력을 행사하는 중요한 도구로 활용했다. 이 과정에서 야당 인사는 물론이고 여당 내의 반김영삼세력에 대한 압력, 통제로 활용되었다. 일부 인사들돠 사회지도층들의 부정축재와 뇌물수수, 이권개입, 폭력 등은 문민정부 실세들에 의해 약점으로 잡혀 활용되었다.
훗날 수사 과정에서 전 수석 이원종은 "현철씨에게 가는 정보를 보면 안기부 감청정보가 있는데 나에게는 오지 않아 섭섭하다"는 얘기를 박일룡 전 차장에게 털어놓기도 했다. 도청정보에서 '급수'가 있었던 셈이다. 검찰은 YS도 도청자료를 보고받았다는 정황을 확인했으나 구체적으로 어느정도 깊게 알았는지에 대해서는 언급을 피하고 있다.
2005년 당시 이원종 전 수석은 검찰조사에서 "현철씨가 나보다 먼저 정국상황을 파악하는 일이 있었고, 정치인들의 대화내용을 정리한 보고서를 보내준 적이 있다"고 말했다. 한편 미림팀의 도청은 김영삼과 정치적으로 갈등하던 이회창 등에게도 불이익이 가해졌다. 이회창을 지지하는 모임에 다녀온 신한국당 내 모 인사들은 김영삼의 측근들 혹은 이원종, 김현철 등으로부터 추궁당하기도 했다.
미림팀의 도청 정보는 정치에 광범위하게 활용됐다. 2005년 12월 14일 검찰의 조사 보고에 의하면 이원종 수석은 96년 12월 이회창 신한국당 총재의 지지세력 확충을 위한 모임의 대화를 미림팀이 도청한 내용을 보고받고 백아무개 의원에게 전화를 걸어 “벌써 움직이면 어떻게 하느냐”고 말했다 한다. 서모 당시 국회의원은 1996년 이회창 총재 지지모임을 가진 뒤 참석자들로부터 "이원종과 김현철로부터 은근히 나무라는 전화가 왔다"는 얘기를 들었다고 털어놨다. 정권 실세들이 도청보고서를 통해 정치권 동향을 거의 실시간으로 파악하고, 정치권에 압력을 넣었다.

## 미림팀 운영 과정

### 미림팀 운영 관련
안기부의 전직 직원 일부의 증언을 통해 도청 의혹이 제기되었다. 1994년 초 인천지부장으로 있다 대공정책실장으로 부임한 뒤 미림팀 재건을 주도했다는 것이 보좌관을 지낸 전직 국정원 직원 김기삼씨와 전 미림팀장 공씨 등의 공통된 전언이다. 전 직원 김기삼과 도청팀장 공운영 등에 의하면 당시 그는 미림팀을 운영하며 그 내용을 김현철에게 보고했다고 한다.
공씨에 의하면 그는 매일 저녁 팀원 2,3명과 함께 한정식집·술집 등으로 작업을 나가 정계·재계·언론계 인사들의 대화내용을 현장에서 도청하는 작업을 지휘했다 한다. 이렇게 해서 만들어진 녹취록은 곧바로 오정소 실장에게 보고했다. 이는 다시 이원종 김현철씨 등 권력 실세들에게 전달됐다고 한다.

### 안기부의 지원
2005년 12월 14일의 대한민국 검찰의 최종 조사 결과 안기부에서 이들의 활동을 적극 지원한 것으로 밝혀졌다. 안기부는 서울 시내 주요 전화국의 회선을 끌어다가 유선 전화도 불법 감청을 해온 것으로 드러났다. 일부 전화망, 통신망 등도 활용되었다.
또 이들이 확보한 도청 정보는 현장 도청팀인 미림팀에도 전달돼 도청기 설치 장소 파악에 이용됐다.

### 보고 라인
미림팀의 도청 정보는 일반적으로 팀장인 공씨→과장→부국장→국장으로 이어졌다. 그 뒤 국장이 보고서의 내용에 따라 배포할 곳을 정하고 봉투에 ‘엠(M·미림팀의 이니셜) 보고’라고 쓰고 밀봉한 뒤 안기부장과 차장에게 전달했다. 2005년 12월 14일 서울지방검찰청 발푱[ 의하면 당시 김덕 안기부장과 황창평 차장은 보고서를 받은 사실을 부인하고 있지만 권영해(68) 안기부장은 인정했다고 검찰은 전했다. 검찰은 “시기에 따라 보고 방식은 일정하지 않으나 어떤 형태로건 안기부장과 차장에게 보고됐다”고 밝혔다.
미림팀 도청 정보는 안기부 차장들을 통해 김현철과 이원종 정무수석에게 전해졌다. 이는 국장 혹은 안기부장, 차장이 전달하는 형식이었다. 사안에 따라서는 국장이 안기부장이나 차장에게 보고하지 않고 직접 들고 와서 이원종 수석이나 김현철, 혹은 대통령 비서실 등에 전달되었다. 김현철은 도청 정보를 보고받은 것을 부인했으나, 이 수석은 “김현철씨가 나에게 정치인들의 대화 내용을 정리한 보고서를 보내준 일이 있다”고 진술했다. 오정소 차장도 “내가 미림팀을 관장하는 동안 녹취보고서를 토대로 필요한 내용을 몇 차례 김현철씨에게 보고한 사실이 있다”고 말했다고 검찰은 전했다. 이 수석은 오정소씨가 차장에서 물러난 뒤 임아무개 2국장으로부터 보고를 받았다.
김영삼 대통령의 차남 김현철의 사조직인 '경복고-고려대(이른바 K2라인)' 직속선배인 오씨는 공씨가 도청을 통해 습득한 정보를 녹취록 형태로 제공받아 공식 보고라인이 아닌 이원종 전 청와대 정무수석, 김기섭 당시 안기부 기조실장, 김현철 등에게 제공했다는 게 당시 안기부 관계자들의 주장이다. 말 그대로 현철씨가 개입된 비밀도청조직의 현장 총책인 셈이다. 안기부 운영차장과 기조실장을 지낸 김기섭 등이 사적으로 전달한 정보 외에도 이들이 보고한 정보에 대해서도 논란의 여지가 존재하였다.
한편 오정소 등에게 보고했던 공운영은 정권이 바뀐 98년초 직권면직 당했다. 공씨는 소송을 제기했고,복직 결정을 받고는 곧바로 명예퇴직했다. 공씨가 취득한 비밀의 민감성을 감안해 국정원은 아직도 공씨를 특별관리 대상으로 분류하고 있는 것으로 알려졌다. 뒤에 공운영은 퇴직금 감액에 대한 소송을 제기했으나 결국 패소하였다.

## 미림팀 재건 폭로
2005년 7월 안기부 직원인 김기삼 등에 의해 미림팀을 재건한 부분이 폭로되었다. 김영삼 정부시절 안전기획부(현 국가정보원)의 특수도청팀의 실체가 드러났다. 미림팀의 존재를 증언한 전 안기부 직원 김기삼씨는 7월 22일 MBC 라디오 '손석희의 시선집중'에 나와 당시 활동내용을 전했다. 김기삼에 의하면 1994년 오정소 신임 대공정책실장이 문민정부 출범 이후 활동이 없던 미림팀을 재조직, 공 모씨를 팀장으로 미림팀을 운영했다고 밝혔다. 미림팀은 매일 저녁 장소를 정해 불법도청을 했으며 도청 테이프의 내용을 오정소 실장에게 서면보고했다는 것이다. 김기삼은 이 폭로를 한 후 몇차례 언론사들에 추가로 밝혔다. 그러나 협박 또는 체포에 시달렸다.
김기삼에 의하면 '미림자료는 매우 폭발력있는 것이어서 오 실장이 직접 관리했으며 당시 안기부장도 거치지 않고 청와대에 직접 보고했다.' 한다. 김기삼은 "안기부 인천지부장으로 있던 오정소 실장이 94년초 대공정책실장으로 부임하면서 미림팀을 재조직,공모라는 사람을 팀장으로 팀원을 2~3명 꾸렸다"며 "당시 매일 한군데 도청작업을 나갔다"고 밝혔다. 그는 또 "그 내용은 당시 김덕 안기부장에게는 보고하지 않고 오 실장에게만 보고했으며 그가 내용을 선별,청와대에 보고를 했다"며 "팀 자체에 대해 김 부장은 몰랐다고 얘기를 들었다"고 밝혔다.
폭로를 한 뒤 김기삼은 정체불명의 인사들로부터 협박 또는 위협에 시달리다가 비밀리에 가족들이 있는 미국으로 망명했고, 미국 연방 정부에 정치망명 신청을 하였다.

## 삼성 X파일 사건

### X 파일 사건
1995년 당시부터 일부 안기부 퇴직자들이 테이프 등으로 기업인 혹은 반대파 인사를 협박하는 일이 있어 물의를 빚어왔다. 그런데 1998년 공운영은 국정원에서 면직(免職)당하게 된다. 이에 동료 임모를 통해 소개받은 재미교포 박인회에게 문제의 도청테이프를 전달한다.(전달한 동기에 대해서는 당사자간 의견이 갈린다) 공운영이 박인회에게 건넨 테이프들 중에는 일부 재벌과 정치인, 정경유착과 재벌, 정치인들의 축재, 뇌물, 접대 등 다양한 정보들이 담겨 있었다.
한편 안기부 퇴직자들이 테이프로 기업인들을 협박한다는 사실이 알려지면서 이를 이용하려는 움직임도 나타났다. 공운영에게 일부 테이프를 건네받은 재미교포 박인회는 1999년 이학수 당시 삼성그룹 구조조정본부장 등 삼성 관계자들을 수차례 만나 거액의 금품을 요구하였으며, 김대중 정권의 실세였던 박지원 당시 문화관광부 장관에게도 녹취록을 전달한다. 삼성은 박인회의 거액의 금품 제의를 모두 거절하였다. 삼성의 제보를 받은 천용택 당시 국정원장은 국정원 감찰실에 X파일 회수를 지시하기도 하였다.
x파일로 인하여 아무런 이득을 취할 수 없음을 인지한 박인회는 2004년 10월, 이상호 MBC 기자에게 X파일의 실체를 제보한다. 이들의 만남은 2004년 12월 말에서 2005년 1월 초 이상호 기자가 미국에 취재출장을 가는 형태로 이루어졌다. 결국 이상호 기자는 미국출장 중 박인회와 접촉하게 되고 이 과정에서 안기부 도청테이프 원본을 입수한다.

### 삼성 X파일 폭로
2005년 1월 12일 양문석 EBS정책위원은 ‘이상호기자 미국취재출장 그것이 궁금하다’라는 칼럼을 경향신문에 기고하였다. 이 글에서 필자는 이상호 기자가 취재하는 내용의 중요성을 강조하고 취재내용에 대해서 MBC가 이 사안의 취재 및 보도권을 보장해줄 것을 주장하였다. 2005년 1월 13일 이상호기자는 연합뉴스와의 인터뷰에서 미국 출장이 정언유착에 관한 내용임을 언급하였고, MBC는 특별취재팀을 가동하여 보충취재에 나선다. 이때부터 ‘이상호 기자가 수구언론의 결정적인 비리를 포착했다’, ‘이상호 기자가 목숨보다 소중한 것을 취재했다’는 소문이 언론가에 돌기 시작한다. 2005년 6월 8일, 양문석 EBS정책위원은 다시 데일리 서프라이즈에 ‘MBC와 이상호, 이제는 말할 때’라는 칼럼을 기고한다.
2005년 6월 16일 MBC 보도국 간부회의는 삼성 X파일 보도를 불허한다. 법률 자문 결과 통신비밀보호법에 저촉되어 보도가 불가하다는 것이 그 이유였다. 이 결정에 반대하는 MBC노조 민주방송실천위원회는 강성주 당시 보도국장에게 보도불가에 대한 항의서한을 전달하였고 MBC기자회에서도 다음날 보도국장에게 구두로 항의하였다. 한편 일부 기자들을 통하여 이 사건의 존재가 새어나가 2005년 7월 21일, 조선일보는 안기부의 극비조직이었던 ‘미림팀’의 존재에 관하여 먼저 보도한다. 이를 의식한 MBC는 마침내 7월 22일, MBC뉴스데스크에서 삼성 X파일을 집중보도한다. 보도의 내용은 삼성그룹이 홍석현 당시 중앙일보 사장을 통해 97년 대선에서 약 100억원의 대선자금을 제공하였으며, 전ㆍ현직 검사들에게 수천에서 수억에 달하는 뇌물을 전달했다는 내용이었다.

### 삼성 X파일 폭로 이후
방송국 내부사정으로 이 사건에 대한 취재가 중단되었다가 이상호 기자가 미국으로 출국하면서 남긴 <기자의 아내>라는 글이 한겨레를 통해 보도된 2005년 2월경부터 언론계에 널리 알려지기 시작했다. MBC는 도청자료의 출처가 명확해지고 안기부가 도청을 하여 작성하였다는 사실이 명확하게 인정되지 않는 한 보도가 불가능 하다는 입장을 내놓았다. 그러던 중 인터넷 언론매체인 ‘데일리 서프라이즈’가 2005년 6월 8일 ‘MBC와 이상호 기자는 침묵을 깰 때’라는 기사를 게재함으로써 ‘x파일’의 윤곽이 조금씩 드러나기 시작했으며, 그 후 7월 21일 조선일보 및 KBS가 안기부 도청실태와 X파일의 대강의 내용을 보도하자 MBC도 내부적으로 이를 보도하기로 결정하였다.
사건 이후 미림팀의 각종 정치, 언론, 관계, 여야 인사 도청은 다른 방향으로 흘러가게 되었다. 안기부의 불법 도감청 문제에서 삼성그룹의 운영 상 부조리와 비자금 문제로 주제가 바뀌게 되었다.
이에 대해 당사자인 이학수와 홍석현은 문화방송을 상대로 테이프 관련 내용을 일체 보도하지 말 것을 내용으로 하는 방송금지 가처분신청을 하였고 법원은 이를 받아들여 가처분결정을 내렸다. MBC는 당일 뉴스데스크를 통해 당사자들의 실명을 거론하지 않고 모 중앙일간지 사주와 대기업의 고위관계자라는 내용의 뉴스를 보도 하였다. 그 후 다른 언론기관이 가처분결정에서 거론 되지 않은 녹취보고서 3장을 토대로 실명을 직접 거론하는 보도를 하게 되자 MBC는 다음날인 2005년 7월 22일부터 27일까지 X파일의 내용을 보다 상세히 보도하게 되었다.

## 도청 테이프 압수
2005년 7월 26일 한나라당과 민주당은 삼성 X파일에 대한 특검을 요구한다. 하지만 특검을 둘러싼 여야 각당의 입장차이와 이해관계의 대립으로 X파일 특검법안은 결국 국회를 통과하지 못하였다. 검찰은 X파일 사건을 서울중앙지검 공안2부에 배당하였으며, 홍석현 주미대사가 X파일 파문의 책임을 지고 자진사퇴하였다. 같은 날 전 미림팀장 공운영은 경기도 분당의 자택에서 딸을 통해 기자들을 불러모은 뒤, A4 13장 분량의 친필 자술서를 전달한다. 그리고 당일 오후 6시 15분경, 자택에서 복부에 4차례의 자해를 시도하였다. 공운영은 자해 직후 발견되어 분당 서울대병원으로 옮겨져 긴급수술을 받아 생명을 건질 수 있었다. 결국 대검찰청은 서울지방검찰청에 지시하여 테이프들을 압수한다. 공운영, 박인희 외에도 미림팀 조직에 관여했던 안기부 전직 직원들 역시 압수수색대상이 되었고 도청테이프는 1천여 개가 발견되었다.
압수된 도청테이프에 등장하는 도청 피해자는 646명이었고, 내용은 대선 동향과 정당활동 등 정치권과 관련된 내용이 가장 많았던 것으로 확인됐다. 누군가에 의해 MBC 방송국과 언론에 테이프가 유포되었는가는 정확하게 밝혀지지 않았다. 이 과정에서 테이프의 존재와 일부 내용을 보도한 언론사와 방송사들에게는 압력이 가해져 논란거리가 되기도 했다. 검찰은 불법도청의 결과물임을 알고도 보도한 것은 실정법 위반이라며 MBC 이상호 기자와 월간조선 김연광 편집장을 불구속 기소했다. 첫 유출 이후 1만여 건의 녹음 테이프들이 돌아다녔고, 테이프들은 대부분 압수되었다. 나중에는 공운영 팀장도 일부 내용을 유출시켰다. 공운영 전 미림팀장이 유출한 도청테이프 274개에는 정치인 273명과 고위 공직작 84명 등 주요인사 646명이 도청됐고, 내용별로는 대통령 선거 관련 동향과 대책과 정당활동에 관한 사항이 300여건으로 가장 많았다.
그러나 삼성 X파일 사건이 대대적으로 터지면서 안기부의 불법 도감청행위는 묻히게 된다. 12월 14일 검찰 도청수사팀은 불법도청 및 X파일 수사결과를 발표하였다.

## 파장
열린우리당 전병헌 대변인은 논평을 통해 "독재권력시대의 어두운 그림자 속에서 권력과 정권 유지를 위해 작동됐던 권력기관의 실체가 일부 드러난 것"이라며 "과거사 진상규명위가 그래서 필요하고 철저하게 규명해야 한다"고 밝혔다.
한나라당 맹형규 정책위의장은 12월 22일 당직자회의에서 "국가권력의 도청이라는 어두운 과거는 반드시 밝혀져야 한다"면서도 "다만 과거사의 망령이 경제의 발목을 잡아 민생이 실종되지 않을까 우려된다"고 밝혔다. 민주노동당 홍승하 대변인은 "일단 국정원의 자체조사 결과를 지켜봐야 겠지만 국정원 조사로 끝날 문제는 아니라고 본다"며 "국회 차원에서 어떤 방식으로든 적절한 진상규명 절차가 필요하다"고 밝혔다. 민주당 유종필 대변인도 "당시 안기부가 불법도청을 했다는 것은 공공연한 비밀로 아주 부끄러운 과거"라며 "국정원 자체조사로는 한계가 있는 만큼 국회 차원의 조치가 필요하다"고 하였다.
한편 검찰은 녹음테이프에 전·현직 검찰 고위인사가 거명됐다는 보도가 나온데 대해 검찰 조직의 명예가 심각한 타격을 받지 않을까 우려하기도 했다. 한편 김영삼 측에서는 사태의 추이를 관망하며 무대응으로 일관하다가 그해 7월 22일 박종웅 대변인 등이 김영삼 대통령은 보고받은 사실이 없다고 부인하게 되었다.

## 논란
민주주의를 지향한 정부의 행동이라는 점, 군사 정권과 독재정권에 대한 비판과 동시에 역사바로세우기 등을 추진하던 문민정부가 행했다는 점에서 많은 논란과 비판을 불러오고 있다.

### 대통령 보고 논란
미림팀이 입수한 정보가 어느 선까지 올라갔느냐에 대한 것도 수사 당시 쟁점이 되었다. 미림팀이 작성한 보고서가 누구 선까지 도달했는가는 논란의 여지가 있다. 김영삼의 측근인 박종웅은 2005년 7월 22일 '도청에 대해서는 안기부에서 한 일이라 사실 여부를 알 수 없다"면서도 "한 가지 확실한 것은 YS는 그런 보고를 받지도 않았고 받으려하지도 않았다는 것"이라고 연계성을 부인했다. 그러나 서울지검의 수사 결과 안기부 도청조직 미림팀의 불법도청 내용은 당시 김영삼 대통령에게까지 보고되었다. 다만 보고서는 첩보를 종합한 정제된 형태로, 대통령은 도청에 의한 자료인지 인식할 수 없었다는 단서를 달았다. 하지만 불법 정보가 정치 권력의 최상부에서 활용됐다는 것만은 확인된 셈이었다.
안기부에서 획득한 이 정보는 김영삼 대통령 외에도 이원종 당시 청와대 정무수석과 김현철, 일부 김영삼의 측근들에게로도 흘러들어갔다. 이 정보는 대통령의 차남 김현철 씨와 이원종 당시 청와대 정무수석 등의 실세에 보고돼 정치에 활용되었다. 수사 결과 이들은 불법 정보라는 것은 제외하고 김영삼에게 보고되었다.

### 도청의 사회적 파장
1993년부터 1996년까지 안기부가 사찰, 도청한 내용 중에는 당시 문민정부의 부패에 관련된 내용이 들어 있어 논란이 되기도 했다. 도청내용에 명절 떡값제공 리스트도 포함돼 있으며 리스트에는 정치인 뿐 아니라 전·현 검찰 고위관계자들도 들어있다고 한다. 도청 내용 중에는 일부 고위 공직자와 정치인, 법조인들의 추악한 사생활도 담겨 있어서 정보가 알려질까봐 전전긍긍하기도 했다.
당시 미림팀을 운영하던 공씨는 정권이 바뀐 98년초 직권면직 당했다. 공씨는 소송을 제기했고,복직 결정을 받고는 곧바로 명예퇴직했다. 이후 공운영 등이 취득한 비밀의 민감성을 감안해 안기부는 그후에도 오랫동안 그를 관리하였다. 언론에 의하면 2005년 무렵까지도 그를 특별관리 대상으로 분류하고 있는 것으로 알려졌다. 안기부의 불법 도감청을 폭로한 다른 직원인 김기삼은 MBC 손석희의 시선집중에 출연한 직후 비행기편으로 미국으로 망명하였다.

### 추가 자료 존재 의혹과 별도의 도청팀 운영 의혹
2005년 11월 22일 열린우리당 최재천에 의해 미림팀 이외에도 안기부가 별도의 도청 조직을 활용했다는 의혹이 제기되었다. 2005년 11월 22일 국회에서 열린 ‘국정원 개혁을 위한 제2차 공청회’에서 “문민정부 시절, 미림팀과는 별개의 안기부 조직이 유선전화에 대한 조직적인 도청을 자행한 사실이 최근 검찰수사 결과 확인됐다.”고 주장했다. 최 의원은 “KT의 협조하에 일주일에 2∼3차례 (KT에)요청을 했고 한 번에 수십 건까지 넣어서 유선전화 도청을 했다는 사실을 확인했다.”며 미림팀 외에도 별도의 도청 조직에 대한 의혹을 제기했다.
또, 최재천은 미림팀의 불법 도감청을 강력 규탄했다.최 의원은 “공씨의 도청은 특정 목적이나 특정 장소, 인물, 대화를 녹음한 것이기 때문에 막연한 도청보다 더 위험하다.”며 “이런 부분에 대해 검찰이, 그리고 국정원의 수사협조가 형평성 시비가 일지 않도록 잘 되길 바란다.”고 촉구했다. 최 의원은 또 “공운영(미림)팀이 출장을 나가 도청한 횟수가 550회를 넘어선 것으로 검찰 등에서 확인됐다.”고 말했다. 그는 그밖에도 많은 도청자료가 있으리라는 의혹을 제기했다. 최재천에 의하면 “550여회 출장 갔다면 테이프가 몇개나 되겠느냐.”면서 “테이프가 274개가 전부인 것으로 알고 있지만 더 많을 가능성이 있다.”다는 것이다.

### 기업체 협박 논란
미림팀의 도청 테이프가 유출되었는 과정에서 일부 전직 직원들이 테이프 내용을 미끼로 재벌이나 정관계 인사들을 협박하는 일도 발생하였다. 2005년에도 삼성 X파일 테이프의 유출 과정에 대해 일각에서는 퇴직한 안기부 직원이 테이프를 들고 나가 이를 미끼로 삼성에 수억원을 내놓으라고 협박했다는 의혹이 거론되고 있다. 안기부 전직 직원은 삼성에 돈을 요구하였다. 그러나 삼성은 이를 무시하고 안기부에 신고했지만 결과적으로 테이프가 외부에 흘러나간 계기가 됐다는 것이다.

## 국정원 도청사건과의 비교
미림팀의 도청은 국가정보원 불법감청과 방식만 달랐을 뿐 ‘대통령만 빼고 주요 인사들은 대부분 도청했다’는 점이나 도청으로 얻은 정보가 윗선에 보고된 과정에서 적잖은 유사점을 보여줬다. 하지만 도청 정보가 외부로 유출된 흔적 등에선 차이점을 보였다.
안기부와 국정원이 수집한 도청 정보를 유통하는 체계도 매우 흡사했다. 안기부의 경우 도청 시작은 과학보안국이 도청 대상자 명단과 회합 장소 등을 수집하는데서 출발한다. 이를 총괄하는 4국장에게 서면 또는 내부 통신망을 통해 회합 장소를 알려 주면 미림을 총괄하는 국장이나 과장이 미림팀장인 공운영에게 도청을 지시한다. 이후 미림팀이 도청을 통해 얻은 정보는 국장이 보고서의 내용에 따라 배포선을 정한 후 보고서를 만들어 밀봉, 'M보고'라는 별칭으로 안기부장 비서실, 국내담당 차장 보좌관실 등에 배포된다.
국정원 역시 도청 정보를 '통신첩보'라는 제목으로 밀봉해서 A·B·C급으로 구분한 뒤 국정원장이나 차장에게 배포한 것으로 밝혀진 만큼 사실상 거의 동일한 셈이다. 하지만 이번 검찰 수사를 통해 미림팀의 도청 정보가 보고 과정에서 외부로 유출된 정황은 포착된 데 반해 국정원의 불법감청으로 얻은 정보가 정치권 등에 빠져나간 단서는 잡히지 않았다.

## 같이 보기
| - 국가안전기획부 - 안풍 사건 - 총풍 사건 - 세풍 사건 - 북풍 사건 - 대한민국 국가정보원 불법 도청 사건 - 대한민국 국가정보원 여론 조작 사건 - 국정원 - 문민정부 - 김현철 - 이원종 - 김기섭 - 오정소 - 김기삼 - 공운영 | - 수지 김 사건 - 국가정보원 과거사건 진실규명을 통한 발전위원회 - 박창수 - 제6공화국 - 문민정부 - 김영삼 - 초원복집 사건 - 안기부 X파일 사건 - 권영해 - 김덕 |

## 참고 자료
- 불법 도청테이프 274개 발견
- [http://www.hani.co.kr/kisa/section-002001000/2005/12/002001000200512141925633.html%5B깨진+링크(과거+내용+찾기)%5D 274개 도청 테이프 내용은?] 한겨레신문 2005.12.14
- [http://www.hani.co.kr/kisa/section-002001000/2005/12/002001000200512141935642.html%5B깨진+링크(과거+내용+찾기)%5D 김덕 부장·황창평 차장 미림팀 재조직 관여] 한겨레 2005.12.14
- [‘2차 미림팀’ 수법 어떠했나] 도청 수사 일지 국민일보 2005.12.14
- [안기부 불법도청 테이프 파문] 미림팀은 어떤 조직 부산일보 2005.07.22
- [미림팀 도청 명단 파악] 최고위층 표적감시…수년간 도청 동아일보 2005.12.07